# Koolhoven F.K.52
Koolhoven F.K.52 là một loại máy bay tiêm kích-trinh sát hai tầng cánh, được Koolhoven phát triển vào thập niên 1930. Máy bay được trang bị buồng lái kín. Chỉ có 6 chiếc được chế tạo.

## Quốc gia sử dụng
Phần Lan
- Không quân Phần Lan operated two aircraft.

 Hà Lan
- Không quân Hoàng gia Hà Lan

## Tính năng kỹ chiến thuật (F.K.52)
Syöksypommittajat

### Đặc điểm riêng
- Tổ lái: 2
- Chiều dài: 8.25 m (27 ft 1 in)
- Sải cánh: 9.80 m (32 ft 2 in)
- Chiều cao: 3.30 m (10 ft 10 in)
- Diện tích cánh: 28.40 m² (305.6 ft²)
- Trọng lượng rỗng: 1,650 kg (3,630 lb)
- Trọng lượng cất cánh tối đa: 2,500 kg (5,500 lb)
- Động cơ: 1 × Bristol Mercury VIII, 625 kW (840 hp)

### Hiệu suất bay
- Vận tốc cực đại: 380 km/h (205 knots, 234 mph)
- Vận tốc hành trình: 308 km/h (166 knots, 190 mph)
- Tầm bay: 1,130 km (610 nm, 697 mi)
- Trần bay: 9,800 m (31,144 ft)

### Vũ khí
- 2 khẩu súng máy dưới cánh 7,7 mm
- 1 khẩu súng máy L-33/34 7,62 mm ở phía sau buống lái
- 150 kg (330 lb) bom